# Пал Сіньєї Мерше

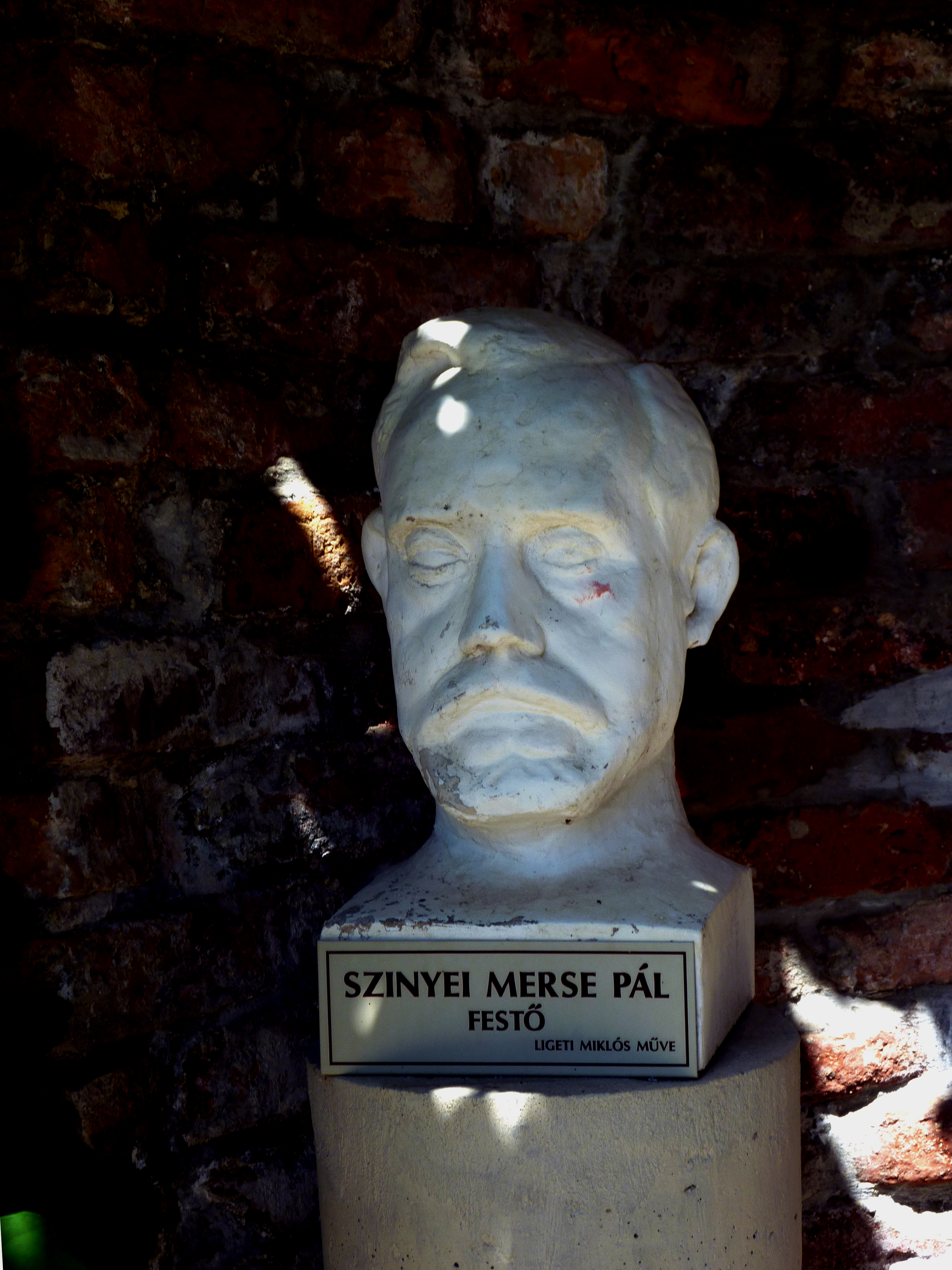
Бюст роботи Міклоша Лігеті

Пал Сіньєї Мерше (угор. Szinyei Merse Pál; 4 липня 1845, Сінзеуйфалу — 2 лютого 1920, Ерньє) — угорський художник, засновник угорського імпресіонізму, директор університету мистецтв.

## Біографія
Народився в сім'ї старого дворянства, яке підтримувало Угорську революцію. Через політичні заворушення відвідував приватні школи. У 1864 році за підтримки своїх батьків вступив до Мюнхенської академії мистецтв, де його вчителем був Олександр фон Вагнер. Пізніше, з 1867 по 1869, його вчителем був художник академічного спрямування Карл Теодор фон Пілоті. Там він зустрів Вільгельма Лейбля, який познайомив його з пленером. Після відвідання великої художньої виставки в 1869 році, він прагнув якнайшвидше взятися за роботу і покинув Академію.
У 1870 році, у зв'язку зі спалахом Франко-прусської війни переїхав до Генуї і був схильний залишитися там, але повернувся в 1872 році на прохання батька. Він облаштував студію поряд із студією свого друга Арнольда Бекліна. У наступному році він одружився. Незабаром він переважно був зайнятий фінансовими питань і його заняття живописом страждали. Після декількох років негативної критики і збільшення сімейних проблем він покинув живопис на більш як десять років, починаючи з 1882.

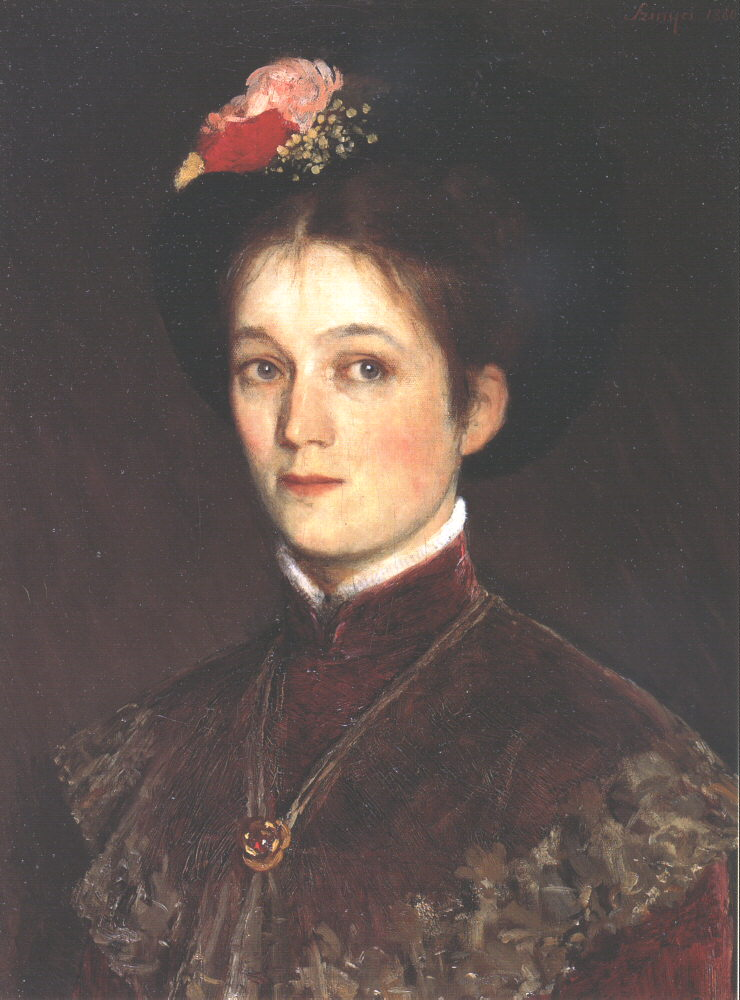
Портрет дружини художника, Жофії (1880)

У 1887 році, його проблеми завершилися розлученням. Протягом наступних кількох років він зосередився на вихованні свого сина Фелікса, який залишився з ним. Коли син залишив дім, друзі Пала почали кампанію, щоб переконати його, що він повинен почати малювати знову. У 1894 році вони організували ретроспективну виставку, де одна з його робіт була придбана імператором Францем Йосифом. Решту свого життя він продовжував малювати без перерв, хоча він як і раніше був дуже самокритичним і створював менше картин на рік, ніж доти.
У 1896 році він був обраний до Сейму Угорщини, де він виступав за великі реформи у мистецькій освіті. Пізніше він почав широко виставлятися: в Парижі, Сен-Луї, Берліні, Римі, та в інших місцях. У 1902 році він осліп на одне око, але продовжував працювати в тому ж темпі. У 1905 році він став президентом Угорської університету витончених мистецтв. Він займав цю посаду до своєї смерті, заохочуючи молодих художників і підтримуючи мистецький осередок у Бая-Маре.
У 1912 році музей Ернст організував найбільшу виставку його робіт, і він був нагороджений лицарським хрестом Королівського угорського ордена Святого Стефана. Пізніше, Музей образотворчих мистецтв виділив кімнату для його картин. Після його смерті група його друзів створили «товариство Сіньєї Мерше», щоб продовжити його роботу з відкриття і просування нових, молодих художників.

## Вибрані роботи

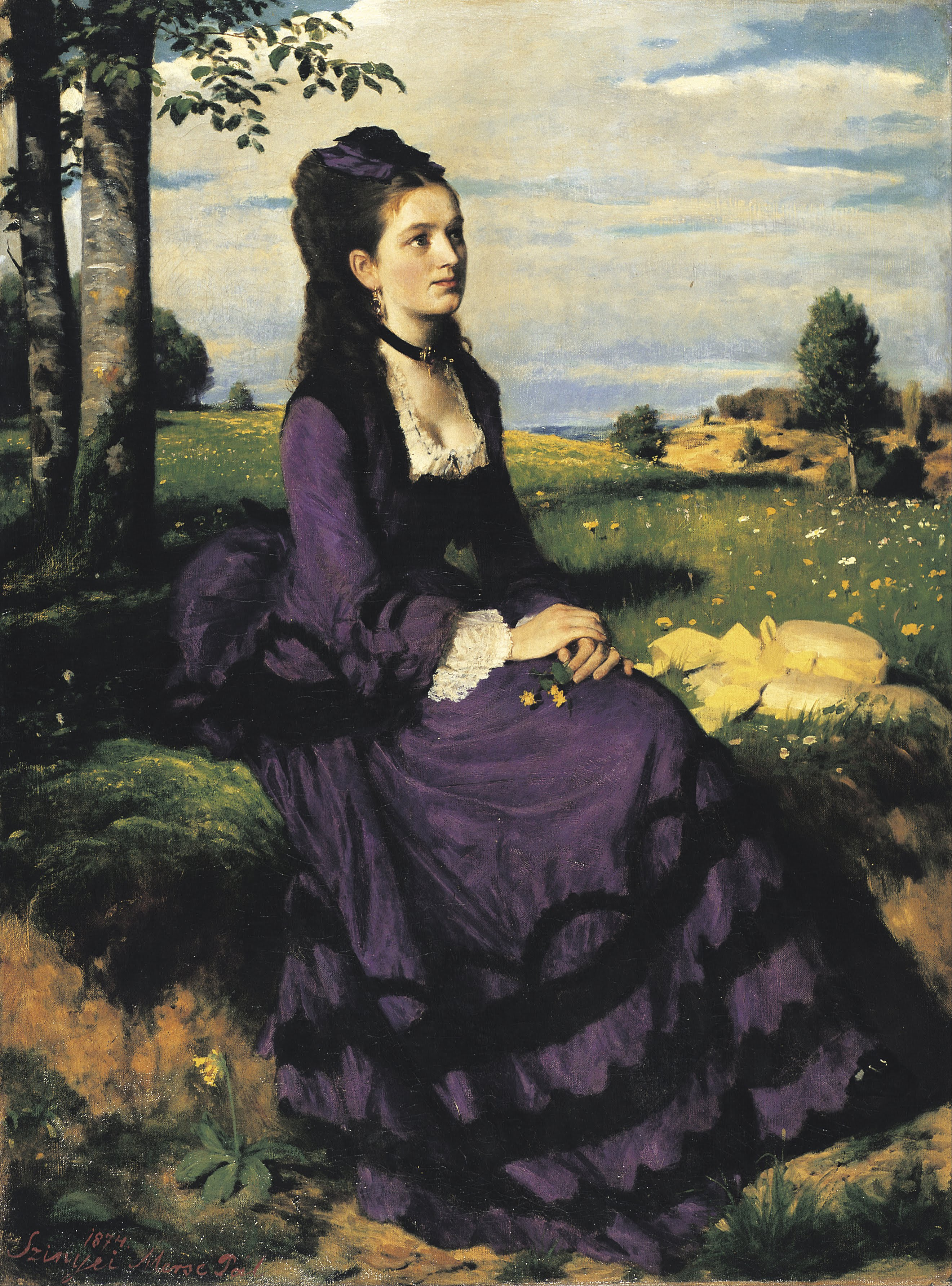
Леді у фіолетовому (1874)
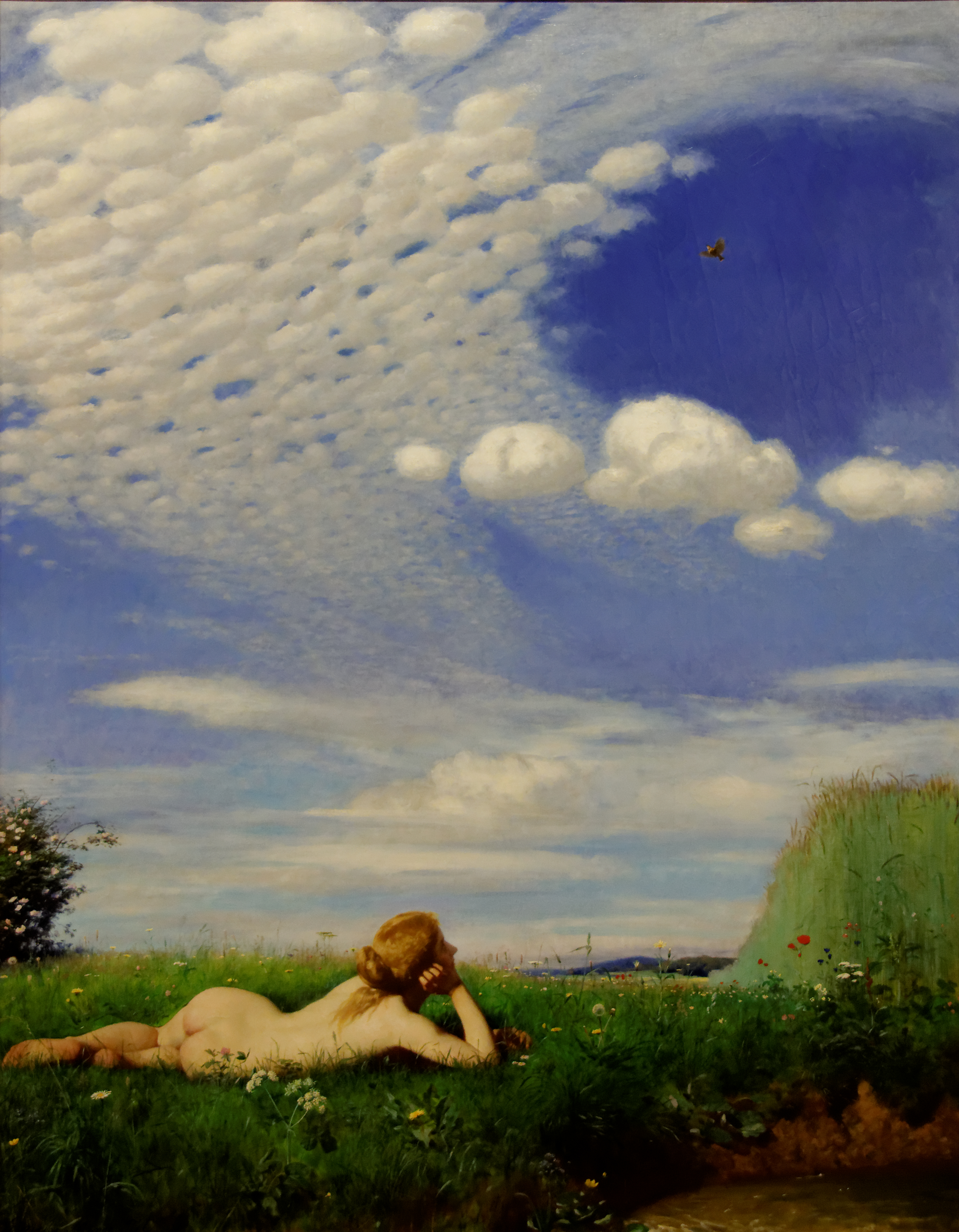
Жайворонок (1882)
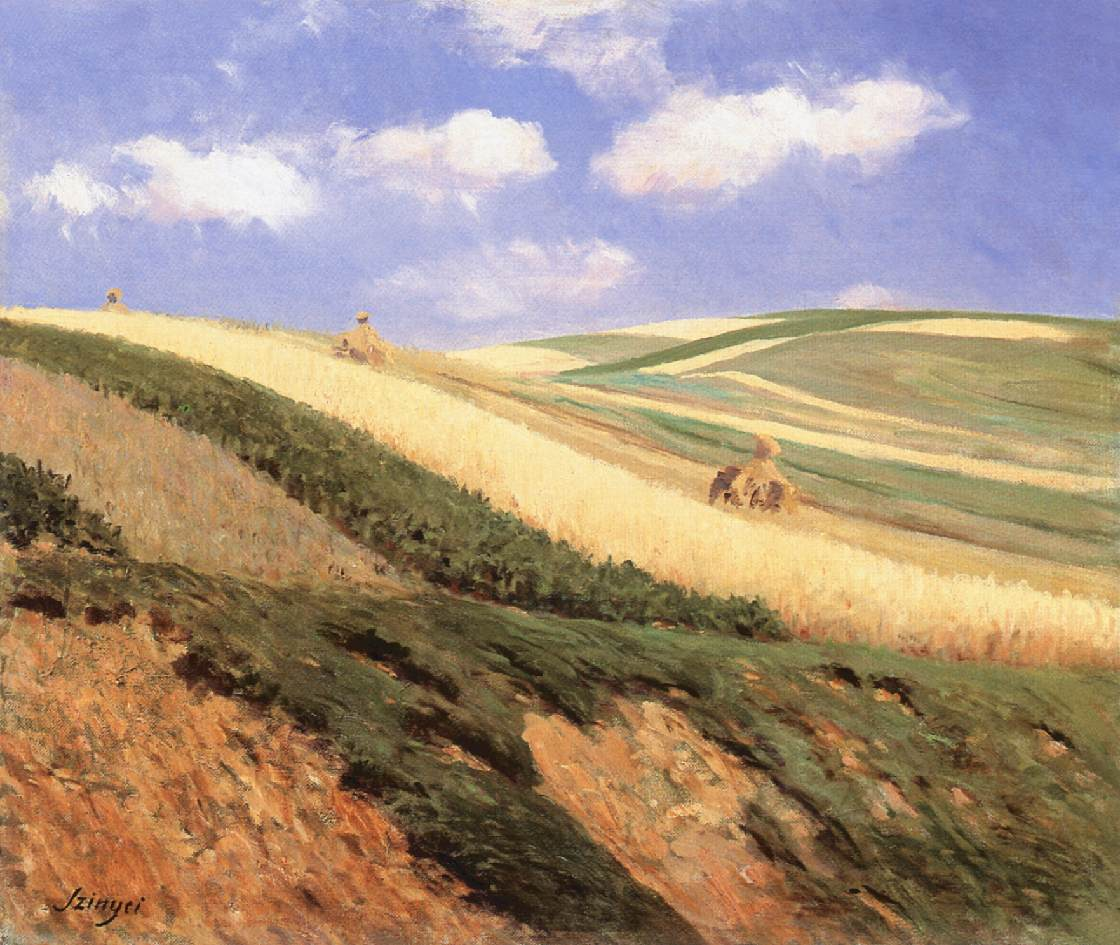
Поле (1909)
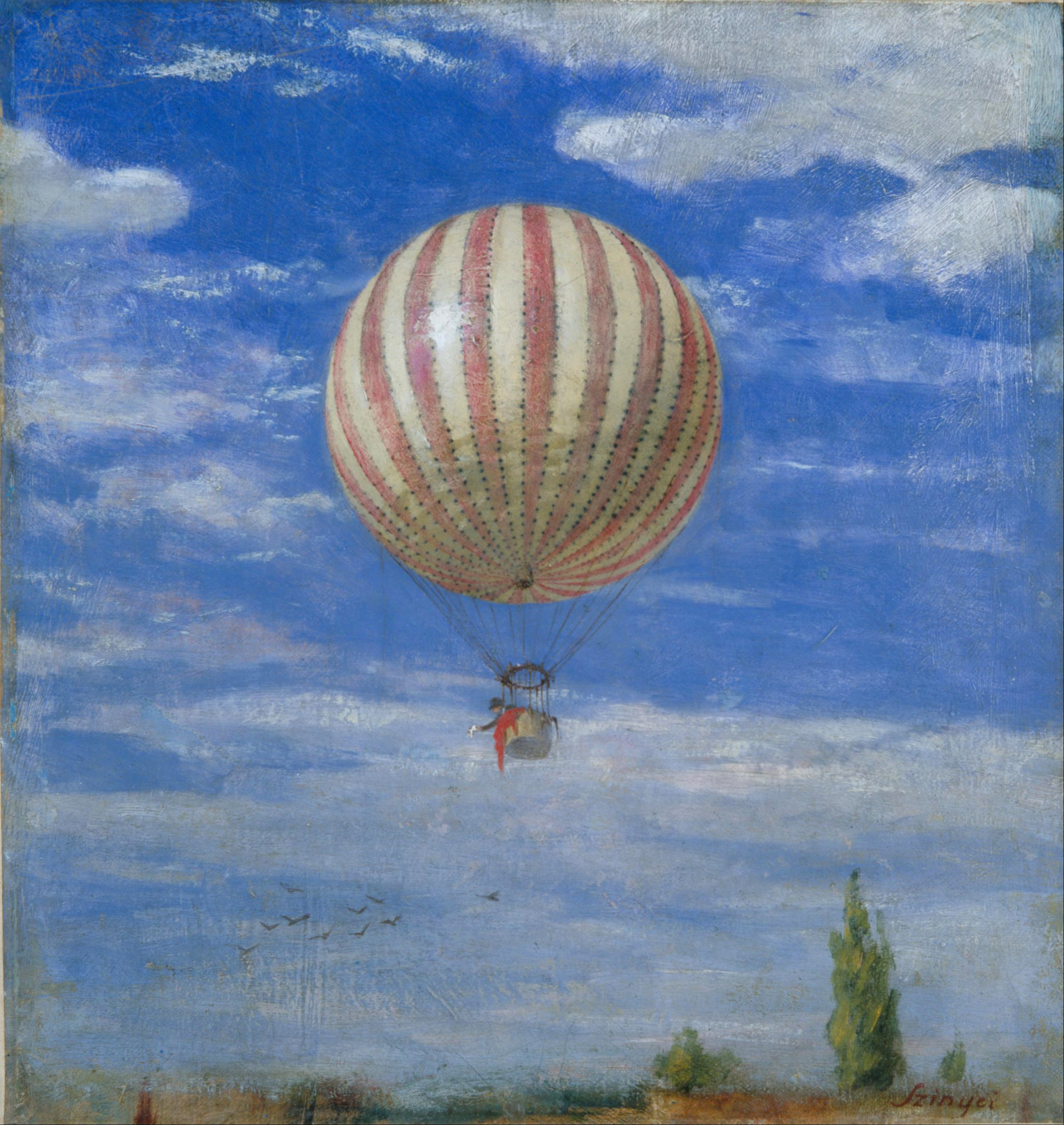
Повітряна куля (1909)
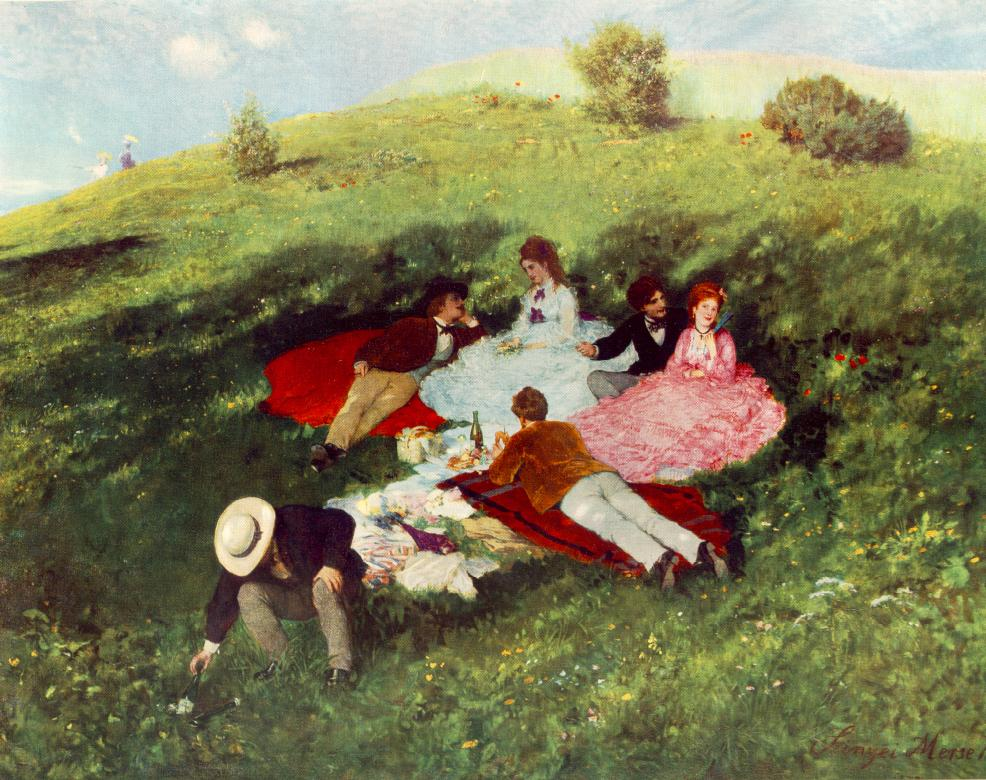
Пікнік y травні (1873)